# Alex Adair
Alex Adair est un DJ anglais originaire de West Chiltington.

## Discographie
Il a sorti un remix du single d'Ed Sheeran, Thinking out Loud, ainsi qu'un single en 2015 Make Me Feel Better classé 13e des Charts Anglais.

### Singles
| Titre                 | Année | Classement Charts | Classement Charts | Classement Charts | Certifications | Album            |
| Titre                 | Année | UK                | UK Dance          | SCO               | Certifications | Album            |
| --------------------- | ----- | ----------------- | ----------------- | ----------------- | -------------- | ---------------- |
| "Make Me Feel Better" | 2015  | 13                | 2                 | 11                |                | Non-album single |